# Nürnberger Versicherungscup 2017
La Nürnberger Versicherungscup 2017 è stato un torneo di tennis giocato all'aperto sulla terra rossa. È stata la quinta edizione del Nürnberger Versicherungscup, che fa parte della categoria International nell'ambito del WTA Tour 2017. Si è giocato al Tennisclub 1. FC Nürnberg di Norimberga, in Germania, dal 21 al 27 maggio 2017.

## Partecipanti

### Teste di serie
| Nazionalità | Giocatrice        | Ranking* | Testa di serie |
| ----------- | ----------------- | -------- | -------------- |
| Paesi Bassi | Kiki Bertens      | 20       | 1              |
| Kazakistan  | Yulia Putintseva  | 29       | 2              |
| Cina        | Zhang Shuai       | 31       | 3              |
| Germania    | Laura Siegemund   | 32       | 4              |
| Stati Uniti | Alison Riske      | 36       | 5              |
| Germania    | Julia Görges      | 45       | 6              |
| Kazakistan  | Jaroslava Švedova | 47       | 7              |
| Romania     | Monica Niculescu  | 48       | 8              |

* Ranking al 15 maggio 2017.

### Altre partecipanti
Le seguenti giocatrici hanno ricevuto una Wild card per il tabellone principale:
- Katharina Gerlach
- Katharina Hobgarski
- Tatjana Maria

La seguente giocatrice è entrata in tabellone con il ranking protetto:
- Ajla Tomljanović

Le seguenti giocatrici sono passate dalle qualificazioni:

- Marie Bouzková
- Alexandra Cadanțu
- Barbora Krejčíková
- Lena Rüffer
- Amra Sadiković
- Anna Zaja

La seguente giocatrice è entrata in tabellone come lucky loser:
- Julia Glushko

## Campionesse

### Singolare
Kiki Bertens ha sconfitto in finale  Barbora Krejčíková con il punteggio di 6-2, 6-1.
- È il terzo titolo in carriera per Bertens, primo della stagione.

### Doppio
Nicole Melichar /  Anna Smith hanno sconfitto in finale  Kirsten Flipkens /  Johanna Larsson con il punteggio di 3-6, 6-3, [11-9].